# ريبيكا هاندكه
ريبيكا هاندكه (بالألمانية: Rebecca Handke) (و. 1986  م) هي متزلجة فنية ألمانية، ولدت في زوست.

## روابط خارجية
- ريبيكا هاندكه على موقع الاتحاد الدولي للتزلج (الإنجليزية)